# シラキュース・メッツ
シラキュース・メッツ（英語:Syracuse Mets, 略称: SYR）は、アメリカ合衆国ニューヨーク州シラキュースに本拠地を置くマイナーリーグの野球チーム。メジャーリーグののニューヨーク・メッツ傘下AAA級チームで、インターナショナルリーグ東地区に所属している。

## 歴史

### 球団設立とマイアミ移転（1934年-1957年）
1934年にジャージーシティ・スキーターズがシラキュースに移転し、「シラキュース・チーフス」が創設された。1956年にチームは売却され、チーム名を「マイアミ・マーリンズ」に改称し、マイアミに移転した。（現在のマイアミ・マーリンズとは無関係）

### 複数球団との提携（1961年-1978年）
1957年から1961年まで、シラキュースにはプロ野球チームがなかった。1961年にモントリオール・ロイヤルズがミネソタ・ツインズ傘下として、シラキュースに移転し、「シラキュース・チーフス」に改名された。なお、このチームは先述の球団とは無関係である。その後、チームはニューヨーク・メッツとワシントン・セネタース(1962年)、デトロイト・タイガース(1963年)、ニューヨーク・ヤンキース(1967年-1977年)と提携した。なお、1997年に「シラキュース・スカイチーフス」に改名された。

### ブルージェイズ傘下時代（1979年 - 2007年）
1978年から2008年まで31シーズンに渡ってトロント・ブルージェイズ傘下だった。2007年にチーム名を「シラキュース・チーフス」に戻した。

### ナショナルズ傘下時代（2008年 - 2018年）
2009年からワシントン・ナショナルズ傘下となった。
2013年12月21日にナショナルズと2015年から2018年までの4年契約を結んだことを発表した。

### メッツ傘下時代（2019年 - ）
2019年シーズンからはニューヨーク・メッツが提携球団となり、チーム名を「シラキュース・メッツ」に変更された。

## 過去の主な所属選手
- ブーマー・ウェルズ
- ウィリー・アップショー
- ロイド・モスビー
- ジョージ・ベル
- トニー・フェルナンデス
- セシル・フィルダー
- デビッド・ウェルズ
- ネルソン・リリアーノ
- デレク・ベル
- ドミンゴ・マルティネス
- カルロス・デルガド
- ショーン・グリーン
- クリス・カーペンター
- ケビン・ウィット
- ロイ・ハラデイ
- トム・エバンス
- ジョン・ベイル
- マイク・ロマノ
- ブランドン・ライオン
- ジョシュ・フェルプス
- オーランド・ハドソン
- ジェイソン・ワース
- ジョン・ワズディン
- デーブ・ブッシュ
- ブランドン・リーグ
- アーロン・ヒル
- シャイロン・マルティス
- ロジャー・バーナディーナ
- ジャスティン・マックスウェル
- ジョーダン・ジマーマン
- クレイグ・スタメン
- イアン・デズモンド
- スティーブン・ストラスバーグ
- ウィルソン・ラモス
- ダニー・エスピノーサ
- ブライス・ハーパー
- エリック・コマツ
- ロス・オーレンドルフ
- アンソニー・レンドン
- ジョナタン・ソラーノ
- タナー・ロアーク
- スティーブン・スーザ・ジュニア
- サミー・ソリス
- マイケル・テイラー (1991年生の外野手)
- トレイ・ターナー
- ペドロ・セベリーノ
- ウィルマー・ディフォ
- ブライアン・グッドウィン
- スペンサー・キーブーム
- エリック・フェッド
- アンドリュー・スティーブンソン
- ビクター・ロブレス

## 永久欠番
- 9　ハンク・サウアー - シンシナティ・レッズ傘下だった1940年代に所属。1947年に50本塁打を記録。
- 42　ジャッキー・ロビンソン